# Rechtsprechung im Internet
Rechtsprechung im Internet ist eine vom deutschen Bundesministerium der Justiz und für Verbraucherschutz und dem Bundesamt für Justiz betriebene Website, die ausgewählte Entscheidungen des Bundesverfassungsgerichtes, der obersten Gerichtshöfe des Bundes (Bundesgerichtshof, Bundesarbeitsgericht, Bundesfinanzhof, Bundessozialgericht und Bundesverwaltungsgericht) sowie des Bundespatentgerichtes seit 2010 zur Verfügung stellt.
Mithilfe eines RSS-Feeds lassen sich die neu veröffentlichten Entscheidungen abonnieren.